# طريق الحج اليمني
طريق الحج اليمني، من طرق الحج التي ربطت بين اليمن بالحجاز منذ العصور القديمة، وقد تعددت طرق الحج اليمنية واختلفت مساراتها، وتعددت كذلك المدن التي تسير منها، ومن أهم العواصم اليمنية التي كانت تنطلق منها جموع الحجاج اليمنيين إلى مكة هي: عدن، وتعز، وصنعاء، وزبيد، وصعدة في شمال اليمن.

## مسار طريق الحج اليمني
تبدأ الرحلة من صنعاء عاصمة اليمن إلى الرحابة ثم إلى ريدة، وبينهما بركتا ماء تسمى ذي قين ثم إلى أثافث، ثم خيوان ثم خاقق، وبينهما بركة الرادعين ثم صالعين ثم العرايق ثم الأعسية ثم عرعرة الغراب ثم الأعين ثم صعدة، وهي مدينة آهلة بالسكان، ومنها إلى سروم الإبل، ويمر الركب بحلاحل، وهو وادي ضيق ليصل إلى الجميلين، وهما جبلان عظيمان، ثم ترحل القافلة إلى الفرجة؛ فتصل إلى الثجة ثم إلى حلاحل إلى وادي طلحة الملك، ثم تمر القافلة بقبور الشهداء، ومنها إلى ذات عشى إلى كتنة ثم إلى يبنبم ثم إلى بنات حرب، ويمر الراكب بوادي بهرجاب الوادي العظيم الذي يلتقي بوادي بيشة، ثم ترحل القافلة إلى الجسداء ثم إلى الميثاء لتصل إلى بيشة، ومن بيشة إلى تبالة، ومنها إلى أجرب ثم إلى كرى وهي حرة بني سالم، ثم إلى ماء باح ثم الفريحا، ومن كرى إلى تربة على بعد خمسة وعشرين ميلاً، لتصل إلى أوقح، ثم تمر بالفتق، وهي بين الطائف ومكة المكرمة، ثم تواصل القافلة مسيرها إلى قرن التي تُعرف الآن بالسيل الكبير، ثم إلى آبار الحداء، ثم إلى الحبرى، ثم الصفاح، ثم الأنصاب، ثم تدخل القافلة إلى مكة المكرمة.

## الطرق القديمة إلى مكة
كانت مكة قبل ظهور الإسلام مركز نشاط للمسافرين والتجارة، وذلك بفضل موقعها على الطرق التجارية القديمة التي كانت تربط المناطق الغنية بجنوب الجزيرة العربية مع كل من مصر وفلسطين والشام والعراق، كما كانت مركزاً دينيًا يحج إليه الناس منذ بناء الكعبة على يد إبراهيم الخليل عليه السلام. وكان العرب في جاهليتهم يقومون بتأدية تلك العبادة الدينية بما يتناسب مع فطرتهم ويتوائم مع معتقداتهم، وعندما أشرق الإسلام أصبح الحج إلى بيت الله الحرام فريضة على كل مسلم مستطيع، وبذلك عادت أهمية مكة بعد ظهور الإسلام، حيث أخذ المسلمون يتوافدون إليها لأداء منسك الحج.
وفي عهد الخلافة الراشدة كان جميع سكان الجزيرة العربية قد دخلوا في الدين الإسلامي، كما انتشر الإسلام في العراق، وفارس، وبلاد الشام، ومصر، وشمال أفريقيا، ودخلت بلدان كثيرة في الدين الإسلامي، فأصبحت أعداد حجاج المسلمين في زيادة مطردة، مما أوجب عناية خاصة بطرق الحج، ونبه الناس إلى ضرورة المحافظة على مظهر الطريق الذي يسلكونه. كان الحجاج يواجهون مشاق السفر والترحال للوصول إلى مكة المكرمة، مما جعل الخلفاء يهتمون بطرق الحج ومسالكه، وظهرت في الدولة الإسلامية وظيفة أمير الحج الذي يقوم برعاية الحجاج وتأمين وصولهم إلى مكة وعودتهم منها.
من مظاهر اهتمام الخلفاء بطرق الحج، أنهم أقاموا محطات على الطرق، وحددوا المسافات بين المحطات، وفي عهد الخليفة عمر بن الخطاب (13 - 23 هـ / 634 - 644م) بذلت عناية خاصة بالطريق ما بين المدينة ومكة المكرمة، فعندما توجه الخليفة إلى مكة لأداء مناسك العمرة، طُلِبَ منه الإذن بإنشاء استراحات على طول الطريق، ليجد كل حاج المأوى والماء. فاهتم الخليفة عمر بن الخطاب بإنشاء الاستراحات والنُّزل في المدينة المنورة، ليتمكن الحجاج والمارة من النُّزول بها خلال سفرهم، وبهذا كان الخليفة عمر بن الخطاب أول من اهتم بالطريق بين المدينة ومكة، وكانت هناك سبعة طرق رئيسية تأتي من أنحاء الدولة الإسلامية إلى مكة المكرمة والمدينة المنورة، ومن أهمها طريق الحج اليمني.

### عدد الطُرق
شهدت الجزيرة العربية في العصر الإسلامي ظهور سبعة طرق رئيسية للحج هي: طريق الحج الكوفي والطريق البصري والطريق الشامي والطريق المصري والطريق اليمني الساحلي والطريق اليمني الداخلي والطريق العماني، وهي طرق تتصل في نقاط رئيسية أو بواسطة طرق فرعية، ولقيت طرق الحج - وهي أيضاً طرق القوافل التجارية - عناية فائقة من قبل الخلفاء المسلمين والأمراء والوزراء والأعيان ومن محبي الخير التجار والوجهاء على مر العصور، وبعضها استمر استخدامه حتى عهد قريب، والبعض الآخر اندثر بسبب الظروف المناخية والاقتصادية والهجرات السكانية. أقيمت على طرق الحج منشآت عدة مثل المحطات والمنازل والمرافق الأساسية من برك وآبار وعيون وسدود وخانات ومساجد وأسواق كما أقيمت على هذه الطرق الأعلام والمنارات والأميال التي توضح مسار تلك الطرق وتفرعاتها.

## الوصف
كانت بعض مسارات الطرق يلتقي بعضها ببعض في نقاط معينة، مثل طريق تعز زبيد وطريق صنعاء الداخلي إلى صعدة. كان حجاج اليمن يسلكون ثلاثة طرق هي الطريق الساحلي والطريق الداخلي أو الأوسط، والطريق الأعلى، ولكل منها مساراته ومحطاته، ومتاعبه التي عانى منها الحجاج قرونا طويلة.
كان هناك اتصال بين اليمن والحجاز منذ العصور القديمة، لذا فقد تعددت طرق الحج اليمنية واختلفت مساراتها، وتعددت كذلك المدن التي تسير منها، ولعل أهم العواصم اليمنية التي كانت تنطلق منها جموع الحجاج اليمنيين إلى مكة هي: عدن، وتعز وصنعاء وزبيد وصعدة في شمال اليمن، وكانت بعض مسارات تلك الطرق يلتقي بعضها ببعض في نقاط معينة، مثل طريق تعز زبيد، وطريق صنعاء الداخلي إلى صعدة. وقد اشتهر من طرق الحج اليمنية إلى مكة ثلاثة طرق هي: الطريق الساحلي والطريق الداخلي أو الأوسط، والطريق الأعلى، ولكل منها مساراته ومحطاته. من أهم الطرق المفضلة لدى الحجاج بيت الله الحرام القادمين من طريق اليمن الطريق الذي يمر بشمال اليمن ويخترق منطقة عسير الجبلية إلى أن يصل إلى الطائف ثم إلى مكة. وعلى الرغم من أن الطريق يجتاز مناطق ذات طبيعة تضاريسية صعبة، إلا أنه كان مفضلاً للحجاج وغيرهم لأنه يمر عبر أراض خصبة دائمة الخضرة، وقرى وبلدات تتوافر فيها المياه ويكثر بها الغذاء.

## الطرق
- الطريق الساحلي: يمر بجوار البحر محاذيًا له من الشرق، ويبدأ من عدن فأبين مرورًا بالمخنق، فإلى عارة، ثم عبرة، فالسقيا، فباب المندب، فسماري، ثم الخوخة والأهواب، وغلافقة، وهي فرضة زبيدة، ثم نبعة، فالحردة، ثم الزرعة، ثم الشرجة. ويسير الطريق من الشرجة إلى المفجر، فإلى القنيدرة، ثم عثر، ثم بيض، ثم الدويمة، ثم حمضة، ثم ذهبان، ثم حلين ثم قرما، فدوقة، إلى السرين وهي ملتقى طريق الساحل مع طريق الداخل، ومنها يفترقان أيضًا كل في جهته، حيث يسير الساحلي صوب الليث فالشعيبة إلى جدة ومنها إلى مكة المكرمة. وأوضحت المسوحات والدراسات الأثرية الحديثة عددًا من المواقع الأثرية التي كانت عامرة في العصور الإسلامية المبكرة، ومن أهم هذه المواقع سهى وعثر وعشم والسرين. وكشفت الدراسات عن الآثار المعمارية إضافة إلى أدوات فخارية وخزفية ونقوش خطية وغيرها. بلغت المحطات على هذا الطريق بين صنعاء ومكة 21 محطة رئيسية.[3]
- الطريق الداخلي: وهو التهامي، ويعرف باسم الجادة السلطانية. يبدأ الطريق من تعز، ويمر بذات الخيف، فموزع، ثم الجدون، ثم حيس، ثم زبيد، إذ تتجمع فيها القوافل التي تسلك طريق الجادة السلطانية، ومنها تنطلق في سيرها إلى مكة المكرمة مارة بفشال والضنجاع، والقحمة، والكدراء والمهجم، ومور، والواديين، والساعد، وتعشر، وجازان، والهجر، وبيش، إلى ضنكان، ومنها يتجه الطريق إلى المقعد فحلي العليا ثم يبه ثم قنونا، ثم عشم، ثم دوقة فإلى السرين حيث يلتقي بالطريق الساحلي، ومنها يفترق في مساره الداخلي إلى الليث، فالخضراء، ثم سعيا، فيلملم ميقات أهل اليمن حتى مكة المكرمة. كشفت الاستطلاعات والدراسات الأثرية عن جوانب مهمة تتمثل في الأعمال الهندسية من رصف للطريق في المناطق الوعرة والمنشآت المائية والكتابات الإسلامية الصخرية المبكرة وأحجار المسافة، ومن المناطق التي يمكن من خلالها مشاهدة آثار هذا الطريق منطقة الراكبة والمصلولة وكريف العلب. بلغت المحطات على هذا الطريق بين صنعاء ومكة 25 محطة رئيسية.[3]
- الطريق الأعلى: ويعرف باسم الطريق الجبلي، ومركز انطلاقه صنعاء ويتجه الطريق إلى صعدة، ومنها إلى العرقة، ثم المهجرة، ثم أرينب، ثم سروم الغيض، ثم الثجة، ثم بيشة ومنها إلى تبالة، فالقريحاء ثم كرى، ثم تربة، ثم الصفن، ثم العنق، ثم رأس المناقب، وهي منتهى الطريق في اتجاه الشمال، وينحرف في سيره صوب الغرب إلى قرن المنازل، وهو ميقات أهل اليمن الذين يمرون من تلك الجهة، ويتجهون محرمين صوب مكة مجتازين الزيمة، والطائف عن طريق السيل.

من أهم الطرق التي كانت مفضلة لدى الحجاج القادمين من طريق اليمن الطريق الذي يمر بشمال اليمن ويخترق منطقة عسير الجبلية إلى أن يصل إلى الطائف ثم إلى مكة المكرمة، وعلى الرغم من أن الطريق يجتاز مناطق ذات طبيعة تضاريسية صعبة، إلا أنه كان مفضلا للحجاج وغيرهم لأنه يمر عبر أراض خصبة دائمة الخضرة وقرى وبلدات تتوافر فيها المياه ويكثر بها الغذاء.

## ميقات أهل اليمن

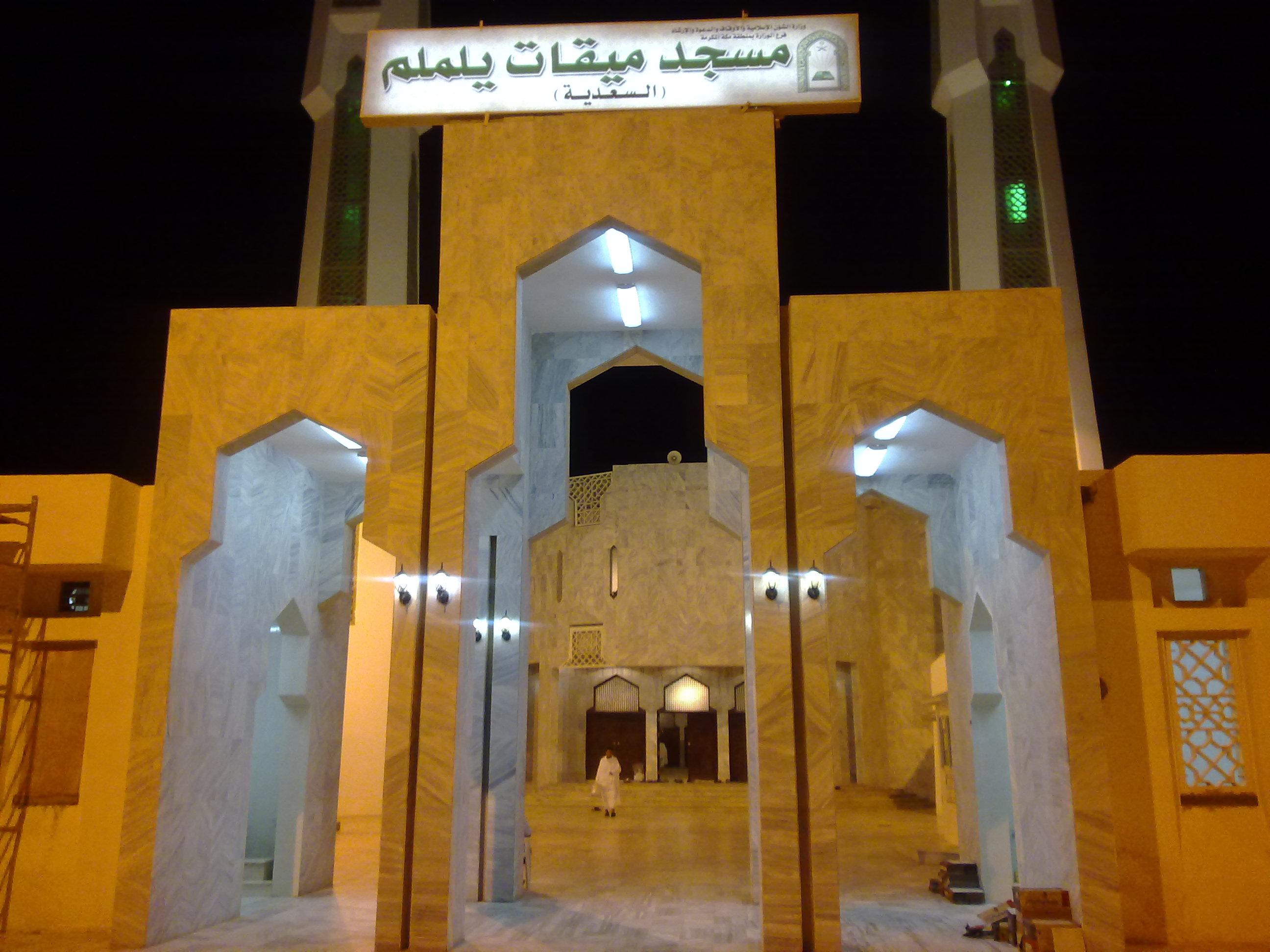
صورة يظهر فيها مسجد ميقات يلملم

الميقات المكاني هو ما حدده رسول الله تحديدًا كاملًا واضحًا، وهو يكتنف مكة المكرمة من سائر أقطارها ومناحيها: شمالا، وجنوبا، وشرقا وغربا، وقد أخرج أصحاب الصحيح عن عبد الله بن عباس: «وقت رسول الله صلى الله عليه وسلم لأهل المدينة ذا الحليفة، ولأهل الشام الجحفة، ولأهل نجد قرن المنازل، ولأهل اليمن يلملم، قال فهن لهن ولمن أتى عليهم من غير أهلهن لمن كان يريد الحج والعمرة، فمن كان دونهن فمهله من أهله، حتى أهل مكة يهلون منها». ميقات يلملم هو ميقات أهل اليمن وجنوب الجزيرة العربية، حيث يتم الإحرام منه من قبل أهل اليمن وتهامة والهند. ويلملم جبل من جبال تهامة جنوب مكة، وتقع على مرحلتين من مكة (120 كيلو متر تقريبًا).

## قافلة الحج
تضم قافلة الحج اليمني حجيج اليمن والهند وماليزيا وإندونيسيا، وينضم إليهم حجاج الحبشة والصومال والأفارقة الذين يصلون إلى مصوع، وسواكن، وموانئ اليمن. كانت القوافل تضم عناصر مختلفة، ففيها الأمراء، والأثرياء، والتجار ومعهم تجاراتهم، والفقراء، والمعدمون، وكان كلٌّ حسب قدرته يرافق القافلة، ففيها الهودج وفيها الجمال والخيول، وفيها الرجالة من البدو والفقراء. وكان الولاة يقومون باستئجار الجمال والخيول لحمل مهمات القافلة، ويتعاقدون على ذلك قبل موسم الحج بوقت كافي، ويتفقون على ذلك مع مشايخ الأعراب والبدو الذين يعيشون في المناطق التي تسلكها القوافل.

## أهمية جبال السراة للطريق
لقد كان الطريق يفي يغرضين في غاية الأهمية هما الحج والتجارة ليس فقط لسكان السراة إنما لكل من يستفيد من هذا الطريق حيث كانت السراة مصدراً للعديد من المنتجات الزراعية؛ فيقول ابن جبير في سنة 579هـ:«إن قبائل تعرف بالسرو أو السراة -أهل جبال حصينة-كانوا يستعدون للوصول إلى هذه البلدة المباركة مكة المكرمة قبل حلول العمرة بعشرة أيام، فيجمعون بين النية في العمرة وميرة البلد أي مكة المكرمة بضروب من الأطعمة كالحنطة وسائر الحبوب إلى اللوبيا ويجلبون السمن والعسل والزبيب واللوز؛ فتجمع ميرتهم بين الطعام والإدام والفاكهة..»